# Verano Brianza
Verano Brianza (lombardul: Veran) település Olaszországban, Lombardia régióban, Monza e Brianza megyében. Lakosainak száma 9137 fő (2023. január 1.). Verano Brianza Briosco, Giussano és Carate Brianza községekkel határos.

## Népesség
A település lakossága az elmúlt években az alábbi módon változott:
| Lakosok száma | 9270 | 9264 | 9229 | 9137 |
|               | 2013 | 2017 | 2018 | 2023 |